# Ottonsk arkitektur
Den ottonska arkitekturen omfattar främst kyrko- och klosterarkitektur i nuvarande Tyskland under perioden 919-1056 under Otto-kejsarna. Arkitekturen är främst påverkad av den karolingiska arkitekturen och Rom men jämfört med den karolingiska bär den ottonska arkitekturen även tydliga influenser från det bysantinska riket. Den vanligaste kyrkotypen är basilikan med emporier i de två tvärskeppen, stödväxling i rundbågearkaderna och ibland valv i till exempel kryptan. De ottonska kyrkobyggnaderna var ofta försedda med flera torn gärna placerade över korsmitten och flankerade av flera mindre trapptorn, koret omgavs av en s.k. koromgång.

## Relaterade termer
- tärningskapitäl
- vulstkapitäl
- joniskt kapitäl
- korintiskt kapitäl

## Platser
- Reichenau
- Echternach
- Maas
- Elbe
- Hildesheim
- Halberstadt
- Magdeburg